# Xã Logansport, Quận Logan, Kansas
Xã Logansport (tiếng Anh: Logansport Township) là một xã thuộc quận Logan, tiểu bang Kansas, Hoa Kỳ. Năm 2010, dân số của xã này là 7 người.